# رسالة اطول في وقت لاحق
ملاحظة«رسالة أطول في وقت لاحق» هي روایة رسائلیة كتبها بولا دزینغر وانا مارتین عام 1998، وهي روایة برسائل كتبت كمراسلة سنویة بین الفتاتین ذو الثانیة عشر عام تارا والیزابیث، تتبعت الروایة بتكملة كتاب«البرید العادي لا أكثر» تطورت الروایة مع كتابة دانزیغر كما تارا مارتین وكما الیزابیث اسالیب الكتابة للاعمال الفردیة للمؤلفین تنعكس في الاسالیب لتارا (الذي اسلوبها یشابه دانزینغر في كتبه العنبر البني) والیزابیث (الذي كتاباتها یشبه كتب نادي المربیات) في مقابلة الإذاعة قال المؤلفون: انهم طوروا القصة مع بعضهم البعض، وانه تم اختبار صداقتهم الخاصة مثل شخصیاتهم.

## الحبكة
```
تارا منفتحة ومندمجة وتحب الكتابة بینما الیزابیث خجولة وهادئة وتفضل كتابة الشعر، وایضا یجب ان تتعامل مع ابیها السيء عاطفیاً وحتى مع ذلك هما أفضل الاصدقاء.عندما انتقلت تارا لأوهایو، الصدیقتان یكملان صداقتهم من خلال تبادل الرسائل لبعضهم البعض، یجب ان یقومو بهذا من خلال الكتابة لان والد الیزابیث لا یحب تارا. ویعتقد والد تارا انه من المكلف جدا التحدث عبر الهاتف، تشرح الرسائل بالتفصیل التغیرات في حیاتهم یجب على تارا التأقلم مع التنقل. وان تحظى بأصدقاء جدد وأن تتعامل مع حمل والدتها، بینما عائلة الیزابیث بدأت تنهار. حظیت بصدیقة حمیمة جدیدة في اوهایو اسمها هانا تلقبها تارا بالیندروم لان اسمها نفسه نطق كلمة إلى الخلف كما إلى الامام التي أصبحت لقبها الجدید وكل الاشخاص یدعوها بال حصلت تارا ایضا على حبیب الذي قبلها. والد الیزابیث بدا یخیفها عندما یاتي إلى المنزل متاخر عن المعتاد، الشرب والذهاب إلى البحر في بطاقه الائتمان الخاصة به بعد ما فقد وظیفته وأفلس في الوقت ذاته تحظى تارا باصدقاء جدد وتنضم إلى النوادي وتشارك في النشاطات المدرسیه وعندما اضطرت عائله الیزابیث إلى الانتقال إلى شقه بسبب المشاكل المالیه، قرر والدها ان ینفصل عن والدتها، من خلال رسائلهم المتناوبه یمكن القارئ ان یتعلم كیف تارا والیزابیث ینشئوا ویتغیروا وكیف یحافظون على قوه صداقتهم بالرغم من بعد المسافة یعرض هذا الكتاب كم قوة الصداقة تكون عندما لا تستطیع الصدیقه ان ترى صدیقتها لكنها تشیر إلى الشخص الذي یهتم بصدق في بعض الاشیاء ویعمل بجد لها
```

## التعليقات
اطلقت صحیفه دنفر بوست علیها مثال كلاسیكي على التعاون الزوج الغریب التي تعطى عدم التطابق بین الشخصیات واسالیب كتاباتهم وقد سجلها الناشرون اسبوعیآ كثاقبة بشكل ملفت للنظر وضمتها صحیفه بوسطن غلوب لقائمه مختصره من الكتب الموصى بها لمساعده الأطفال على التأقلم على التنقل المنزلي الغریب